# Дозуа, Гарднер
Га́рднер Рэ́ймонд Дозу́а (англ. Gardner Raymond Dozois; 23 июля 1947, Сейлем, Массачусетс — 27 мая 2018, Филадельфия, Пенсильвания) — американский писатель-фантаст и редактор. С 1984 по 2004 год был главным редактором журнала Asimov’s Science Fiction. Он выиграл множество премий «Хьюго» и «Небьюла» и как редактор, и как автор рассказов.

## Биография
Дозуа родился 23 июля 1947 года в Сейлеме, штат Массачусетс. Окончил среднюю школу Сейлема в 1965 году. С 1966 по 1969 годы служил в армии в качестве журналиста, после чего переехал в Нью-Йорк, чтобы работать редактором научной фантастики. Он говорил, что он обратился к чтению художественной литературы как к бегству от провинциализма своего родного города.
В 2004 году Дозуа сильно пострадал в автомобильной аварии, когда возвращался с игры Филадельфия Филлис (в результате чего он пропустил Worldcon впервые за много лет), несмотря на тяжесть ранения со временем он полностью выздоровел. 
6 июля 2007 года Дозуа сделали плановую операцию по шунтированию сердца. Через неделю после операции у него возникли осложнения, которые потребовали дополнительной операции по имплантации дефибриллятора. 
В последние годы жил в Филадельфии.
Умер 27 мая 2018 года из-за обильной внутренней инфекции в возрасте 70 лет.

## Редактор
Гарднер Дозуа, пожалуй, наиболее известен как человек, получивший рекордные 15 «Хьюго» как лучший профессиональный редактор. Он получал эту премию почти каждый год: в 1988—1993, в 1995—2001, в 2003 и 2004 годах. В 1987, 1994, 2002, 2005 и 2007 годах он был в числе номинантов. Все «Хьюго» были им получены в период, когда он был главным редактором журнала Asimov’s. В дополнение к своей работе в Asimov’s, он также работал в 1970-х годах в таких журналах как Galaxy Science Fiction, If, Worlds of Fantasy и Worlds of Tomorrow.
Дозуа хорошо известен как составитель антологий рассказов. После своего ухода с поста гл. ред. Asimov’s он остался редактором серии антологий The Year's Best Science Fiction, публикуемой ежегодно с 1984 года. Также, вместе с Джеком Данном он редактировал серии тематических сборников: «Кошки», «Динозавры», «Морские змеи», «Хакеры». Гарднер Дозуа получил 20 премий «Локус» за лучшую антологию; и ещё 16 как редактор.
Дозуа последовательно выразил особый интерес к приключенческой НФ и космической опере, которую он называет «центр-ядро НФ» (англ. center-core SF).
Майкл Суэнвик, с которым Дозуа сотрудничал в фантастике, опубликовал в издательстве Old Earth Books большое интервью с ним в 2001 году. Названное Being Gardner Dozois, оно охватывает каждое опубликованное Дозуа художественное произведение. В 2002 году Being Gardner Dozois выиграло премию «Локус» в категории Best Non-fiction/Art Book, а также было номинировано на премию «Хьюго» в категории за лучшую книгу о фантастике

## Критерий Дозуа
В середине 1980-х Гарднер Дозуа, лаконично сформулировал определение киберпанка как жанра, которое стало классическим. Оно известно как критерий Дозуа: «High tech. Low life» («Высокие технологии, низкий уровень жизни»). Вторая часть критерия имеет в виду не только бедность, но и незащищённость, бесправие, бесперспективность.